# Czyreń wąskoszczecinkowy

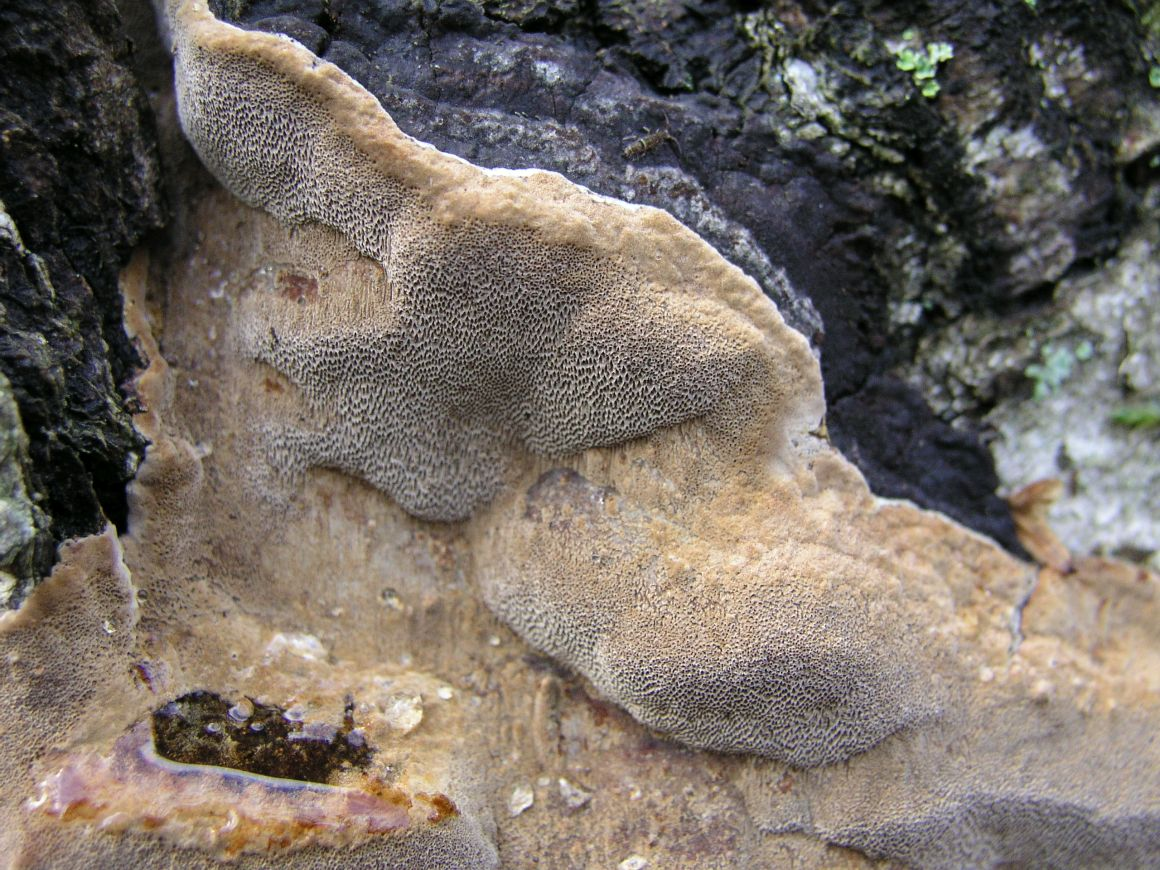

Czyreń wąskoszczecinkowy (Phellinus lundellii Niemelä) – gatunek grzybów z rzędu szczeciniakowców (Hymenochaetaceae).

## Systematyka i nazewnictwo
Pozycja w klasyfikacji według Index Fungorum: Phellinus, Hymenochaetaceae, Hymenochaetales, Agaricomycetidae, Agaricomycetes, Agaricomycotina, Basidiomycota, Fungi.
Takson ten w 1972 r. opisał Tuomo Niemelä na zbutwiałej brzozie w Finlandii. Synonim: Ochroporus lundellii (Niemelä) Niemelä 1984.
Polską nazwę zaproponował Władysław Wojewoda w 2003 r.

## Morfologia
Owocnik
Wieloletni, rozpostarty, rozpostarto-odgięty, lub bokiem przyrośnięty, twardy, w stanie dojrzałym zdrewniały, po wysuszeniu lekki. Do podłoża jest silnie przyrośnięty i trudny do oderwania. Osiąga wysokość do 2,5 cm, szerokość 2–4 cm i grubość do 2 cm u podstawy. Krusta o grubości do 1 mm. Powierzchnia naga, gładka, w starszych okazach często porośnięta mchem, czasem strefowana lub z 2–4 koncentrycznymi prążkami, satynowa, ciemnobrązowa, lub o barwie od szarobrązowej do niemal czarnej. Brzeg początkowo tępy, często falisty, filcowaty, nagi, sterylny, bledszy, żółtawobrązowy, u dojrzałych okazów wyraźnie kontrastujący z górną powierzchnią. Ma szerokość do 2 mm. Hymenofor najpierw lekko błyszczący, blado żółtobrązowy do złocistobrązowego, potem czerwonawo brązowy i pomarszczony.
Hymenofor
Rurkowaty. Rurki twarde, zdrewniałe, tworzące niewyraźne warstwy o długości do 2,5 mm każda. Mają barwę żółtawobrązową lub rdzawobrązową do szarobrązowej. Starsze ich warstwy są często wypełnione białą grzybnią. Pory okrągłe, faliste na, w liczbie 5–6 na mm. Kontekst o grubości do 1 mm i konsystencji od włóknistej do zdrewniałej i barwie od ciemno czerwonawobrązowej do rdzawobrązowej.
Cechy mikroskopowe
System strzępkowy dimityczny. Strzępki generatywne w kontekście proste, cienkościenne, czasem rozgałęzione, od szklistych do brązowych, o średnicy 2–3 µm. Strzępki szkieletowe w kontekście grubościenne, rzadko rozgałęzione, żółtawobrązowe, o średnicy 2,5–4 µm. Strzępki tramy podobne. Podstawki szeroko maczugowate do elipsoidalnych, z 4 sterygmami, bez sprzążek u podstawy, 10–13 × 5–7 µm. Szczecinki w hymenium obfite, wąsko szydłowate do brzuchatych, często wygięte, czasem łukowate, o ostrym wierzchołku, grubościenne, żółtawobrązowe, 8–20 × 4–7 µm. Zarodniki jajowate do szeroko elipsoidalnych, gładkie, cienkościenne lub o lekko pogrubionych ścianach, szkliste, nieamyloidalne, umiarkowanie cyjanofilne, 4,5–6 × 4–5 µm.

## Występowanie i siedlisko
Występuje w Ameryce Północnej (USA i Kanada), Europie i Azji. W Europie najliczniej notowany na Półwyspie Skandynawskim, występuje także na Grenlandii. W piśmiennictwie naukowym na terenie Polski do 2003 r. jedyne stanowisko podał Stanisław Domański w Puszczy Białowieskiej w 1973 r. Znajduje się na Czerwonej liście roślin i grzybów Polski. Ma status E – gatunek wymierający, którego przeżycie jest mało prawdopodobne, jeśli nadal będą działać czynniki zagrożenia. Znajduje się na listach gatunków zagrożonych także w Niemczech. Jego rzadkie występowanie może wynikać z faktu, że często jest brany za bardzo podobnego i pospolitego czyrenia ogniowego Phellinus igniarius.
Grzyb nadrzewny, saprotrof. Występuje w lasach na martwym drewnie drzew liściastych, głównie brzóz, rzadziej na olszach, topoli osice, śliwie, czeremsze pospolitej.